# Tetratheca setigera
Tetratheca setigera är en tvåhjärtbladig växtart som beskrevs av Stephan Ladislaus Endlicher. Tetratheca setigera ingår i släktet Tetratheca och familjen Elaeocarpaceae. Inga underarter finns listade i Catalogue of Life.